# Беспутино
Беспутино — деревня в Горайской волости Островского района Псковской области.
Расположена правом берегу реки Мошна, в 16 км к югу от города Остров и в 0,5 км к западу от деревни Скадино.
Постоянное население по состоянию на 2000 год в деревне отсутствовало.
До 3 июня 2010 года деревня входила в состав ныне упразднённой Синерецкой волости с центром в д. Гривы.